# The Trolley Song
The Trolley Song – piosenka Judy Garland z 1944 roku, pochodząca z musicalu Spotkamy się w St. Louis, stworzona na potrzeby tego filmu przez Hugh Martina i Ralpha Blane’a. Jak stwierdził sam Blane, inspiracją do stworzenia tekstu utworu był podpis zamieszczony pod ilustracją tramwaju z książki dla dzieci.
2 listopada 1944 roku piosenka została wydana na stronie A drugiej płyty ścieżki dźwiękowej do filmu.
W 1945 roku utwór nominowano do Oscara w kategorii najlepsza oryginalna piosenka filmowa, lecz nagroda ta trafiła do twórców „Swinging on a Star” z filmu Idąc moją drogą. W 2004 roku Amerykański Instytut Filmowy umieścił „The Trolley Song” na 26. miejscu listy stu najlepszych piosenek filmowych.

## Aranżacje

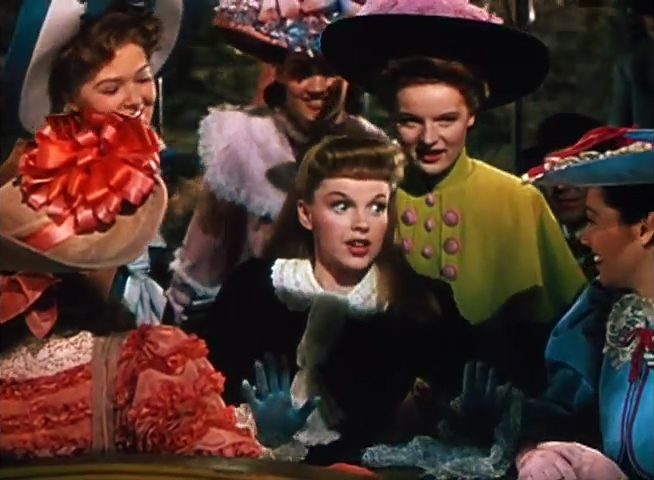
Judy Garland i chór wykonują „The Trolley Song” w Spotkamy się w St. Louis

- W latach 1944–45 5 różnych wersji utworu znalazło się na amerykańskich listach przebojów. Największy sukces spośród nich osiągnęła aranżacja zespołu muzycznego The Pied Pipers, która 16 grudnia 1944 roku osiągnęła 2. miejsce w liście najlepiej sprzedających się singli według magazynu Billboard[6].
- Frank Sinatra także nagrał swoją interpretację.
- Cover stworzyła również Sarah Vaughan.
- Utwór w wykonaniu Tony’ego Bennetta zawarto na jego albumie zatytułowanym The Movie Song Album (1966).
- Piosenka znalazła się na albumie Herba Alperta zatytułowanej Herb Alpert's Ninth z 1967 roku.
- W 2007 roku Rufus Wainwright zrekonstruował recital Judy Garland w Carnegie Hall z 1961 roku. „The Trolley Song” był pierwszym utworem zaprezentowanym przez Wainwrighta podczas tego koncertu. Jego zapis został wydany jako album koncertowy Rufus Does Judy at Carnegie Hall.
- Portugalskojęzyczna wersja w wykonaniu João Gilberto znalazła się na jego albumie João Gilberto en Mexico (1970).
- Dave Brubeck – album The Very Best of Dave Brubeck (2000)
- Stevie Holland – album Almost Like Being In Love (2003)
- Stacey Kent – album The Boy Next Door (2003)